# Lizar
Lizar – polski zespół rockowy powstały w 1995 w Poznaniu. W dorobku ma dwie płyty: Historye! Ye! Ye! (1996) oraz Halo halo (1997). Z pierwszej z nich pochodzi znany z rozgłośni radiowych przebój Ciągle pada, który jest coverem piosenki Czerwonych Gitar. W 1997 w planach był trzeci album.
Muzycy (w składzie z 1996) grali wcześniej w Kr’shna Brothers i Malarze i Żołnierze.
Skład:
- Jacek Adamczyk – lider[2], gitara, śpiew[6][7], kompozycje[1], tekst[2]. Późniejszy manager zespołu Złe Psy (ok. 2012–2014).
- Mariusz Szypura – gitara basowa
- Bartosz Muszyński – gitara
- Piotr Rybicki – perkusja[2] (z Żuki Rock and Roll Band)[2]

Byli członkowie: Michał Zybała – chórek, drugi wokal / perkusja, Jarosław Forszpaniak – chórek, drugi wokal / gitara.

## Dyskografia
- Historye! Ye! Ye!  (1996)[5][10] – rock brytyjski[1][2]
- Halo, halo (1997)[5][10] – „beatlesowski klimat”[2]